# Mailoc
Mailoc ou Maeloc foi durante o século VI um bispo de Britónia, um povoado fundado por expatriados britanos na Galiza. Foi o representante da sua diocese (Britonensis ecclesia) no Segundo Concílio de Braga em 572.

## Antroponímia
O nome é de origem celto-britónica, a partir de, por via do ramo britónico ocidental, Mael, "príncipe", "chefe", -oc denotando relação. Provindo de *Maglācos (do britónico comum, reconstruído. Em português, relacionado a príncipe; "principesco").